# Черепаха месоамериканська
Черепаха месоамериканська (Trachemys venusta) — вид черепах з роду Червоновухі черепахи родини Прісноводні черепахи. Має 6 підвидів. Інша назва «витончена червоновуха черепаха».

## Опис
Загальна довжина карапаксу досягає 22—60 см. Спостерігається статевий диморфізм: самиці більші за самців. Голова невелика, шия довга. Карапакс масивний, плаский, овальної форми з рівними краями. Пластрон широкий, у самців увігнутий по середині. У самця хвіст довгий та товстий.
Забарвлення голови оливкове, зеленувато—коричневе. Надскронева смуга широка й жовта, особливо в області скронь. Вона доходить до ока й торкається його. Забарвлення карапаксу коричневе, буре або чорне. У деяких підвидів є візерунок з боків карапаксу у вигляді «оченят» з чорним центром. На реберних і крайових щитках пластрона «оченята» з темним центром. Малюнок на пластрона дуже інтенсивний і поширюється переважно вздовж швів між щитками. У деяких підвидів медіальний малюнок на пластроні не досягає міжанального шва.

## Спосіб життя
Полюбляє дрібні озера, ставки з низькими заболоченими берегами. Живе групами до 10 особин. Це некваплива тварина. Харчується ракоподібними, земноводними, безхребетними, водними рослинами.
Самиця у квітні—липні відкладає до 10—15 яєць. Інкубаційний період триває 60—75 діб. Новонароджені черепашенята мають 3 см завдовжки.

## Розповсюдження
Мешкає на півострові Юкатан, Кампече, Чьяпас, Оахака, Кінтана-Роо, Сан-Луїс-Потосі, Табаско, Тамауліпас, Веракрус, (Мексика), у Белізі, Гватемалі, Гондурасі, Сальвадорі, Нікарагуа, Коста-Риці, Панамі, північній Колумбії.

## Підвиди
- Trachemys venusta venusta
- Trachemys venusta cataspila
- Trachemys venusta grayi
- Trachemys venusta iversoni
- Trachemys venusta panamensis
- Trachemys venusta uhrigi